# Scrabble Players Championship
Le Scrabble Players Championship (appelé North American Scrabble Championship de 2015 à 2019 et National Scrabble Championship de 1978 à 2014, sauf en 2006 (United States Scrabble Open) et en 2007 (Players championship), est le plus grand tournoi de Scrabble organisé en Amérique du Nord.

## Éditions historiques
La première édition fut disputée en 1978 par 64 joueurs, sur invitation. Depuis, le tournoi est open et à partir de 2006, des joueurs venant d'autres pays (notamment Royaume-Uni, Thaïlande, Nouvelle-Zélande et Australie) peuvent participer. Neuf éditions ont été gagnées par un champion du monde de Scrabble anglophone, dont 5 par le triple champion du monde néo-zélandais Nigel Richards. Les joueurs sont répartis en divisions (de 4 à 8 selon les années), nommées alphabétiquement, avec A pour la première division, avec une dotation pour le vainqueur de chaque division, mais seul le vainqueur de la division A est déclaré champion des États-Unis.
En 2004 et 2006, la finale a été diffusée sur ESPN, une chaine sportive américaine.
Depuis 2009, le tournoi est organisé sous l'égide de NASPA, l'association nord-américaine des joueurs de Scrabble, nouvellement formée, à la suite de la disparition de la National Scrabble Association (en) (filiale de Hasbro, qui possède les droits du jeu Scrabble en Amérique du Nord).
Actuellement, les joueurs disputent 31 parties classiques sur 5 jours. Les joueurs sont classés par nombre de victoires et différence de points.
Depuis 2019 une finale est organisé

### Palmarès
| Année | Lieu             | Vainqueur              | 2e                    | 3e                  | 4e                  | 5e                | 6e                    |
| 2022  | Baltimore        | Michael Fagen          | Orry Swift            |                     |                     |                   |                       |
| 2021  | ANNULÉ           |                        |                       |                     |                     |                   |                       |
| 2020  | ANNULÉ           |                        |                       |                     |                     |                   |                       |
| 2019  | Reno             | Alec Sjoholm           | Carl Johnson          | Will Anderson       | Thomas Reinke       | Kenji Matsumoto   | Rafi Stern            |
| 2018  | Buffalo          | Joel Sherman           | Nigel Richards        | Matthew Cunnicliffe | Ben Schoenbrun      | Joey Mallick      | Jackson Smylie        |
| 2017  | Nouvelle-Orleans | Will Anderson          | Mark Meller           | Nigel Richards      | Alec Sjoholm        | Rafi Stern        | Charles Reinke        |
| 2016  | Fort-Wayne       | David Gibson           | Ian Weinstein         | Mark Meller         | Matthew Cunnicliffe | Joel Sherman      | Joey Mallick          |
| 2015  | Reno             | Matthew Cunnicliffe    | Jesse Day             | Will Anderson       | Panupol Sujjayakorn | Orry Swift        | Joe Edley             |
| 2014  | Buffalo          | Conrad Basset-Bouchard | Jim Kramer            | Joel Sherman        | Jason Li            | Will Anderson     | Joey Mallick          |
| 2013  | Las Vegas        | Nigel Richards         | Komol Panyasophoniert | Will Anderson       | Noah Walton         | Kenji Matsumoto   | Scott Appel           |
| 2012  | Orlando          | Nigel Richards         | David Gibson          | Jesse Day           | Kenji Matsumoto     | Dave Wiegand      | Nigel Peltier         |
| 2011  | Dallas           | Nigel Richards         | Kenji Matsumoto       | Brian Bowman        | Jim Kramer          | Jesse Day         | Peter Armstrong       |
| 2010  | Dallas           | Nigel Richards         | Brian cappelletto     | Laurie Cohen        | Orry Swift          | Dave Wiegand      | Nigel Peltier         |
| 2009  | Dayton           | Dave Wiegand           | Nigel Richards        | Joel Wapnick        | Adam Logan          | Chris Cree        | Ian Weinstein         |
| 2008  | Orlando          | Nigel Richards         | Brian cappelletto     | David Gibson        | Joey Mallick        | Matt Grahams      | Ian Weinstein         |
| 2007  | Dayton           | James Leong            | Jerry Lerman          | Joey Mallick        | Dave Wiegand        | Brian cappelletto | Pakorn Nemitrmansuk   |
| 2006  | Phoenix          | Jim Kramer             | Geoff Thevenot        | Pakorn Nemitrmansuk | Mark Pistolese      | Scott Appel       | Brian cappelletto     |
| 2005  | Reno             | Dave Wiegand           | Panupol Sujjayakorn   | John Luebkemann     | Jerry Lerman        | Joe Edley         | Jason Katz-Brown      |
| 2004  | Nouvelle-Orléans | Trey Wright            | David Gibson          | Nigel Richards      | Chris Cree          | Brian Cappelletto | Komol Panyasophoniert |
| 2002  | San Diego        | Joel Sherman           | Nigel Richards        | Jakkrit Klaphajone  | Brian Cappelletto   | Paul Epstein      | Dave Wiegand          |
| 2000  | Providence       | Joe Edley              | Brian Cappelletto     | Dave Wiegand        | Adam Logan          | Randy Hersom      | Jeremiah Mead         |
| 1998  | Chicago          | Brian Cappelletto      | Trey Wright           | Jeremiah Mead       | Jim Kramer          | Ron Tiekert       | Jim Geary             |
| 1996  | Dallas           | Adam Logan             | Marlon Hill           | Joe Edley           | Brian Cappelletto   | Paul Epstein      | Lester Schonbrun      |
| 1994  | Los Angeles      | David Gibson           | Dave Wiegand          | Bob Lipton          | Joe Edley           | Mark Nyman        | Steve Tier            |
| 1992  | Atlanta          | Joe Edley              | Joel Wapnick          | Brian Cappelletto   | Lester Schonbrun    | David Gibson      | Stuart Goldman        |
| 1990  | Washington       | Robert Felt            | Lester Schonbrun      | Edward Halper       | Charlie Southwell   | Louis Schecter    | Patricia Barrett      |
| 1989  | New York         | Peter Morris           | Mark Nyman            | Ron Tiekert         | Richard Lund        | Darrell Day       | Charlie Southwell     |
| 1988  | Reno             | Robert Watson          |                       |                     |                     |                   |                       |
| 1987  | Las Vegas        | Rita Norr              |                       |                     |                     |                   |                       |
| 1985  | Boston           | Ron Tiekert            |                       |                     |                     |                   |                       |
| 1983  | Chicago          | Joel Wapnick           |                       |                     |                     |                   |                       |
| 1980  | Santa Monica     | Joe Edley              |                       |                     |                     |                   |                       |
| 1978  | New York         | David Prinz            |                       |                     |                     |                   |                       |

## Liste CSW
Depuis 2012, le championnat nord américain s'est doté d'un tournoi avec la liste de mot utilisés par les tournois internationaux la liste Collins Scrabble Word (CSW). Bien que moins doté que le tournoi principal il bénéficie d'une participation de très haute qualité.

### Palmarès
| Année | Lieu   | Vainqueur       | 2e                | 3e              | 4e                | 5e                   | 6e                |
| 2022  |        | Austin Shin     | Waseem Khatri     | Alec Sjoholm    | Joshua Castellano | Napat Vatjaranuphorn | Ben Schoenbrun    |
| 2021  | Annule | Annule          | Annule            | Annule          | Annule            | Annule               | Annule            |
| 2020  | Annule | Annule          | Annule            | Annule          | Annule            | Annule               | Annule            |
| 2019  |        | Jesse Day       | Austin Shin       | David Whitley   | Joshua Castellano | Dave Wiegand         | Mina Le           |
| 2018  |        | Clinchy Evans   | Matthew Bernadina | Jason Keller    | Dave Wiegand      | Evan Berofsky        | Craig Beevers     |
| 2017  |        | Austin Shin     | Dave Wiegand      | Clinchy Evans   | Martin Denello    | Sam Rosin            | Tim Weiss         |
| 2016  |        | David Eldar     | Adam Logan        | Peter Armstrong | Clinchy Evans     | Winter               | Bradley Whitmarsh |
| 2015  |        | Robert Linn     | Stephane Rau      | Nick Ball       | Bradley Whitmarsh | Geoffrey Newman      | Matthew O'connor  |
| 2014  |        | Adam Logan      | Joel Wapnick      | Dave Wiegand    | Stephane Rau      | Clinchy Evans        | Matthew Bernadina |
| 2013  |        | John O'Laughlin | Evan Berofsky     | Geoff Thevenot  | David Eldar       | Tony Leah            | Trevor Halsall    |
| 2012  |        | Sam Kantimathy  | Brian Bowman      | Joel Wapnick    | Marty Gabriel     | Geoff Thevenot       | David Koening     |